# Butovșciîna, Bilopillea
Butovșciîna (în ucraineană Бутовщина) este un sat în așezarea urbană Jovtneve din raionul Bilopillea, regiunea Sumî, Ucraina.

## Demografie
Componența lingvistică a localității Butovșciîna
     Ucraineană (100%)
Conform recensământului din 2001, toată populația localității Butovșciîna era vorbitoare de ucraineană (100%).